# Apanteles punctiger
Apanteles punctiger är en stekelart som först beskrevs av Wesmael 1837.  Apanteles punctiger ingår i släktet Apanteles och familjen bracksteklar. Arten är reproducerande i Sverige. Inga underarter finns listade i Catalogue of Life.